# Venla Niemi

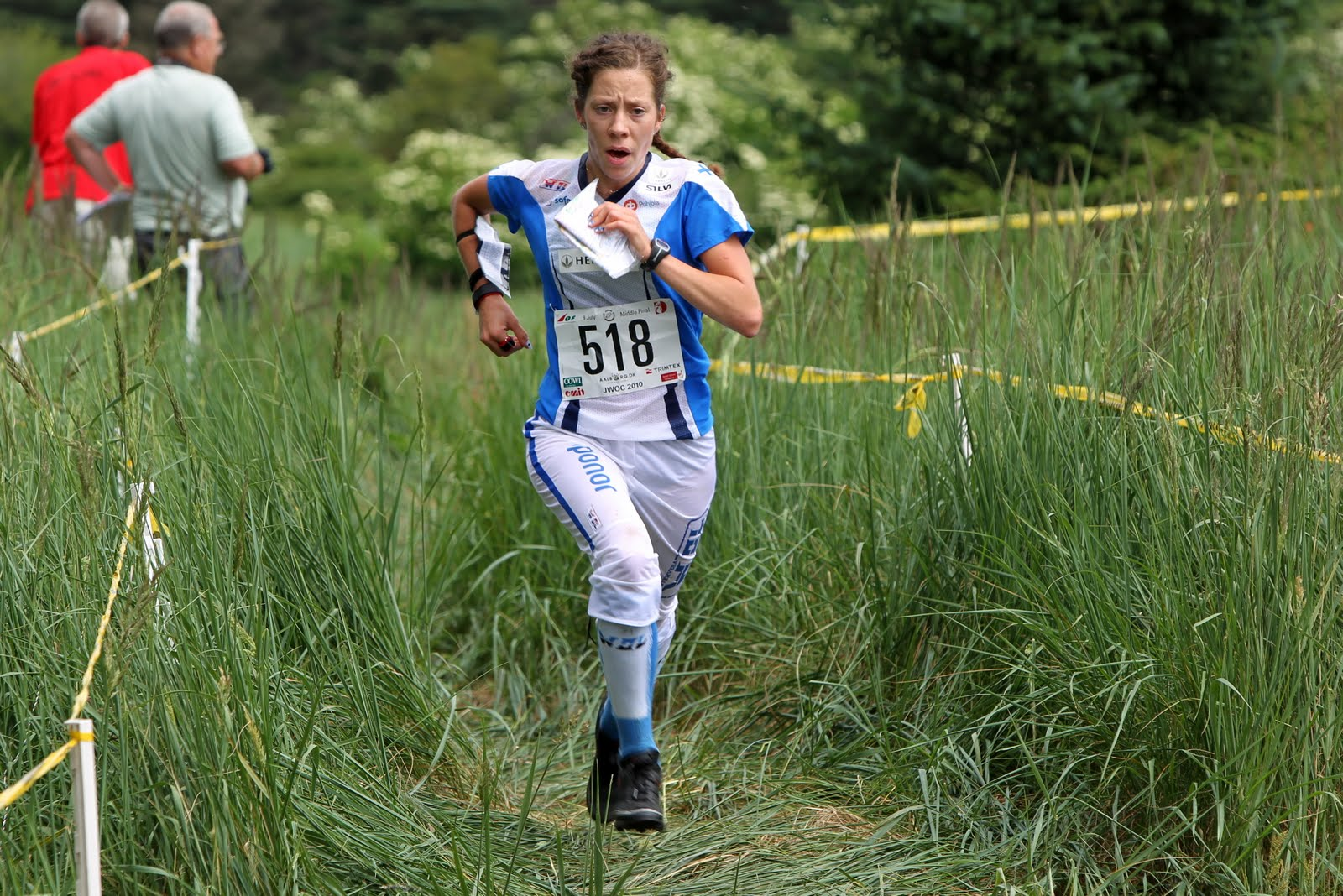
Venla Niemi, 2010

Venla Heikintytär Niemi (* 10. Juli 1990 in Tampere) ist eine finnische Orientierungsläuferin. 
Niemi gewann 2008 in Göteborg die Mitteldistanz-Weltmeisterschaft der Junioren sowie Langdistanzsilber bei den Jugend-Europameisterschaften. 2011 lief sie erstmals bei den Aktiven und kam bei ihrer ersten WM-Teilnahme im französischen Département Savoie auf den 16. Platz im Sprint. 2012 folgte ein 10. Platz im EM-Sprint sowie ein 10. und ein 6. Platz bei den Einzelstarts bei den Weltmeisterschaften 2012 in Lausanne. 2013 gewann sie bei den Weltmeisterschaften in Finnland die Bronzemedaille im Sprint, hinter Simone Niggli aus der Schweiz und Annika Billstam aus Schweden. Gemeinsam mit Anni-Maija Fincke und Minna Kauppi gewann sie mit der finnischen Staffel hinter Norwegen die Silbermedaille.
Niemi gehört dem Verein Tampereen Pyrintö aus ihrer Heimatstadt Tampere an. 2011, 2012 und 2013 gewann Pyrintös Frauenstaffel mit Saila Kinni, Anni-Maija Fincke und Niemi die finnische Staffelmeisterschaft. 2010 gewann sie bei der Venlojen viesti, 2011 die Tiomila.

## Platzierungen
| Weltmeisterschaften | Sprint | Mittel | Lang | Staffel |
| ------------------- | ------ | ------ | ---- | ------- |
| 2011 Savoie         | 16.    |        |      |         |
| 2012 Lausanne       | 6.     |        | 10.  | 5.      |
| 2013 Vuokatti       | 3.     | 14.    |      | 2.      |

| Gesamt-Weltcup | Gesamt-Weltcup |
| -------------- | -------------- |
| 2011           | 24.            |
| 2012           | 14.            |
| 2013           | 11.            |

| Finn. Meisterschaften | Sprint | Mittel | Lang | Ultra | Nacht | Staffel |
| --------------------- | ------ | ------ | ---- | ----- | ----- | ------- |
| 2011                  | 3.     | 6.     | 4.   |       |       | 1.      |
| 2012                  | 4.     | 5.     | 3.   |       |       | 1.      |
| 2013                  | 2.     | 2.     | 3.   |       |       | 1.      |

| Europameisterschaften | Sprint | Mittel | Lang | Staffel |
| --------------------- | ------ | ------ | ---- | ------- |
| 2012 Falun            | 10.    | 34.    |      |         |

| Junioren-WM      | Sprint | Mittel | Lang | Staffel |
| ---------------- | ------ | ------ | ---- | ------- |
| 2008 Göteborg    | 4.     | 1.     | 6.   | 12.     |
| 2009 San Martino | 43.    | 21.    | 26.  | 6.      |
| 2010 Aalborg     | 8.     | 19.    | 10.  | 6.      |